# Рейтинг Холлинджера
Рейтинг Холлинджера, PER (англ. Player Efficiency Rating) — рейтинг эффективности игрока в баскетболе. Джон Холлинджер создал рейтинг, по которому можно определить влияние и пользу игрока по одному числу — по его рейтингу. Используя подробные формулы, Холлинджер разработал систему, которая оценивает статистические характеристики каждого игрока.

## Общие принципы
PER измеряет эффективность игры баскетболиста за минуту. Средний PER лиги всегда составляет 15,00. Это позволяет сравнивать эффективность игрока от сезона к сезону. PER учитывает как положительные действия игрока, такие, как количество совершённых бросков с игры, штрафных бросков, 3-очковых бросков, сделанных результативных передач, подборов, блоков и перехватов, так и отрицательные, например, незаброшенные броски, потери мяча и персональные фолы. Формула расчёта добавляет положительные действия к среднему показателю и вычитает отрицательные действия (с учётом определённой ценности каждого действия). Далее результат корректируется с учётом игрового времени, что даёт возможность сравнить эффективность игроков стартового состава и игроков, выходящих на замену. Кроме того, результат учитывает общую эффективность команды в целом. В итоге получается число, которое отображает общую эффективность конкретного игрока в конкретной команде. Чем больше положительных действий (и меньше отрицательных) игрок совершил, тем выше его рейтинг.

## Недостатки PER
PER в большей степени учитывает атакующие действия игрока, нежели действия в защите. Холлинджер признаёт, что 2 защитных статистических показателя (блок-шоты и перехваты) могут не отобразить реальной ценности игрока в защите и что PER не является абсолютно надёжным показателем эффективности игрока в защите. К примеру, Брюс Боуэн, включавшийся 8 раз в сборную всех звёзд защиты НБА, регулярно получал PER ниже 10.
Имейте в виду, что этот рейтинг не является окончательным результатом достижений игрока в течение сезона. Это особенно верно для таких игроков, как Брюс Боуэн и Трентон Хасселл, которые являются специалистами в защите, но не выполняют множество блок-шотов или перехватов.
Оригинальный текст (англ.)Bear in mind that this rating is not the final, once-and-for-all answer for a player's accomplishments during the season. This is especially true for players such as Bruce Bowen and Trenton Hassell who are defensive specialists but don't get many blocks or steals.
Некоторые утверждают, что PER придаёт чрезмерный вес вкладу игрока в отведённое игровое время или относительно дублирующего состава команды, тем самым недооценивая слишком разносторонних для стартового состава игроков.
Также существует мнение, что PER стимулирует количество неэффективных бросков. По словам спортивного экономиста и аналитика Дэйва Берри, если каждое двухочковое попадание имеет стоимость 1,65 очка, трёхочковое попадание имеет стоимость 2,65 очка, а пропущенный бросок с игры стоит команде 0.72 очка, то игрок не получает минус к PER, если забросит хотя бы 30,4% двухочковых бросков и 21.4% трёхочковых бросков. Если игрок превышает данный процент реализации, а практически каждый игрок НБА набирает данный процент по двухочковым броскам, чем больше он бросает, тем выше значение. Таким образом, игрок может быть неэффективным снайпером и просто поднять свой PER за счёт большого количества бросков.
В ответ Холлинджер обратил внимание, на то, что Берри забыл, что PER в конце расчётной формулы учитывает показатели остальных команд лиги. На самом деле, если взять игрока с другими абсолютно средними показателями в сезоне 2006-2007 по подборам, штрафным броскам, передачам, потерям и т.д., дать бы ему среднее по лиге количество бросков, которые были бы все 2-очковые, и его результативность попаданий была бы 30,4%, он бы закончил сезон с PER равным 7.18. А это показатель, который значительно хуже, чем показатель любого другого игрока лиги. Чтобы в итоге получить средний по лиге PER на уровне 15.00, текущая "точка безубыточности" должна находится на результативности 48.5% двухочковых бросков, что полностью соответствует средней результативности всей лиги по двухочковым броскам в текущем сезоне.

### Справочные данные
Холлинджер рассчитал PER таким образом, что средний показатель по лиге в каждом сезоне составляет всегда 15.00
| Выдающийся сезон всех времён                   | 35.0+     |
| Безальтернативный кандидат на MVP              | 30.0-35.0 |
| Сильный кандидат на MVP                        | 27.5-30.0 |
| Слабый кандидат на MVP                         | 25.0-27.5 |
| Явный участник матча всех звёзд                | 22.5-25.0 |
| Кандидат на участие в матче всех звёзд         | 20.0-22.5 |
| Игрок без шансов на участие в матче всех звёзд | 18.0-20.0 |
| Игрок второго состава                          | 16.5-18.0 |
| Игрок, немного лучше среднего                  | 15.0-16.5 |
| Игрок ротации                                  | 13.0-15.0 |
| Игрок скамейки запасных                        | 11.0-13.0 |
| Игрок на всякий случай                         | 9.0-11.0  |
| Игрок, который не задержится в лиге            | 0-9.0     |

Всего 24 раза в истории НБА игрок заканчивал сезон с PER выше 30,0 (при условии участия минимум в 15 играх в сезоне). Самый высокий PER за сезон был зафиксирован у Янниса Адетокунбо в сезоне 2019/2020 и составил 31.86. Майкл Джордан и Леброн Джеймс провели по 4 сезона с PER выше 30,0, Шакил О’Нил и Уилт Чемберлен — по 3 сезона, Энтони Дэвис и Яннис Адетокунбо — по 2 сезона, Дэвид Робинсон, Дуэйн Уэйд, Крис Пол, Трэйси Макгрэди, Стефен Карри, Рассел Уэстбрук и Джеймс Харден — по одному сезону в карьере.
Сезон НБА 2008/2009 и 2018/2019 — единственный на данный момент в истории сезоны, когда более одного игрока получили PER более 30,0 (Леброн Джеймс — 31.67 и Дуэйн Уэйд — 30.36 в сезоне 2008/2009; Яннис Адетокунбо — 30.89, Джеймс Харден — 30.57 и Энтони Дэвис — 30.26 в сезоне 2018/2019).

## Лидеры НБА по рейтингу PER
Данный список содержит 50 игроков, имеющих самый высокий рейтинг PER за всю историю Национальной баскетбольной ассоциации. Полный список лидеров в данной номинации опубликован на сайте basketball-reference.com. В TOP-50 рейтинга Холлинджера входят 14 действующих баскетболистов, из которых самую высокую позицию занимает Леброн Джеймс с показателем 27,68.

### Легенда к списку
|  | Действующий игрок Национальной баскетбольной ассоциации                 |
|  | Избран в Зал славы баскетбола                                           |
|  | Недавно закончил карьеру, но пока не избран в Зал славы                 |
|  | Закончил карьеру более 10 лет назад, но так и не был избран в Зал славы |
|  | Входит в список 50 величайших игроков в истории НБА                     |

По состоянию на конец сезона 2019/2020 года
| Место | Игрок               | Фото | Позиция                                    | Год рождения | Клубы (годы) | Коэффициент PER | Зал славы | Список 50 |
| ----- | ------------------- | ---- | ------------------------------------------ | ------------ | --- | --------------- | --------- | --------- |
| 1     | Майкл Джордан       |      | Атакующий защитник                         | 1963         | Чикаго Буллз (1984—1993, 1995—1998) Вашингтон Уизардс (2001—2003) | 27,91           | 2009      |           |
| 2     | Леброн Джеймс       |      | Лёгкий форвард/ Тяжёлый форвард            | 1984         | Кливленд Кавальерс (2003—2010, 2014—2018) Майами Хит (2010—2014) Лос-Анджелес Лейкерс (2018—) | 27,49           | —         |           |
| 3     | Энтони Дэвис        |      | Тяжелый форвард/ Центровой                 | 1993         | Нью-Орлеан Хорнетс/Пеликанс (2012—2019) Лос-Анджелес Лейкерс (2019—) | 27,42           | —         |           |
| 4     | Шакил О’Нил         |      | Центровой                                  | 1972         | Орландо Мэджик (1992—1996) Лос-Анджелес Лейкерс (1996—2004) Майами Хит (2004—2008) Финикс Санз (2008—2009) Кливленд Кавальерс (2009—2010) Бостон Селтикс (2010—2011)                                                     | 26,43           | 2016      |           |
| 5     | Дэвид Робинсон      |      | Центровой                                  | 1965         | Сан-Антонио Спёрс (1989—2003) | 26,18           | 2009      |           |
| 6     | Уилт Чемберлен      |      | Центровой                                  | 1936 — 1999  | Филадельфия/ Сан-Франциско Уорриорз (1959—1965) Филадельфия Севенти Сиксерс (1965—1968) Лос-Анджелес Лейкерс (1968—1973)                                                                                                 | 26,13           | 1979      |           |
| 7     | Боб Петтит          |      | Тяжёлый форвард/ Центровой                 | 1932         | Милуоки/ Сент-Луис Хокс (1954—1965) | 25,34           | 1971      |           |
| 8     | Кевин Дюрант        |      | Легкий форвард/ Атакующий защитник         | 1988         | Сиэтл Суперсоникс (2007—2008) Оклахома-Сити Тандер (2008—2016) Голден Стэйт Уорриорз (2016—2019) Бруклин Нетс (2019—) | 25,20           | —         |           |
| 9     | Крис Пол            |      | Разыгрывающий защитник                     | 1985         | Нью-Орлеан/ Оклахома-Сити Хорнетс (2005—2011) Лос-Анджелес Клипперс (2011—2017) Хьюстон Рокетс (2017—2019) Оклахома-Сити Тандер (2019—2020) Финикс Санз (2020—)                                                          | 25,08           | —         |           |
| 10    | Джеймс Харден       |      | Атакующий защитник/ Разыгрывающий защитник | 1989         | Оклахома-Сити Тандер (2009—2012) Хьюстон Рокетс (2012—) | 24,84           | —         |           |
| 11    | Нил Джонстон        |      | Центровой                                  | 1929 — 1978  | Филадельфия Уорриорз (1951—1959) | 24,68           | 1990      |           |
| 12    | Чарльз Баркли       |      | Тяжёлый форвард                            | 1963         | Филадельфия Севенти Сиксерс (1984—1992) Финикс Санз (1992—1996) Хьюстон Рокетс (1996—2000) | 24,63           | 2006      |           |
| 13    | Карим Абдул-Джаббар |      | Центровой                                  | 1947         | Милуоки Бакс (1969—1975) Лос-Анджелес Лейкерс (1975—1989) | 24,58           | 1995      |           |
| 14    | Тим Данкан          |      | Тяжёлый форвард/ Центровой                 | 1976         | Сан-Антонио Спёрс (1997—2016) | 24,22           | 2020      |           |
| 15    | Мэджик Джонсон      |      | Разыгрывающий защитник/ Атакующий защитник | 1959         | Лос-Анджелес Лейкерс (1979—1991, 1996) | 24,11           | 2002      |           |
| 16    | Карл Мэлоун         |      | Тяжелый форвард                            | 1963         | Юта Джаз (1985—2003) Лос-Анджелес Лейкерс (2003—2004) | 23,90           | 2010      |           |
| 17    | Стефен Карри        |      | Разыгрывающий защитник                     | 1988         | Голден Стэйт Уорриорз (2009—) | 23,83           | —         |           |
| 18    | Хаким Оладжьювон    |      | Центровой                                  | 1963         | Хьюстон Рокетс (1984—2001) Торонто Рэпторс (2001—2002) | 23,59           | 2008      |           |
| 19    | Ларри Бёрд          |      | Легкий форвард/ Тяжелый форвард            | 1956         | Бостон Селтикс (1979—1992) | 23,50           | 1998      |           |
| 20    | Расселл Уэстбрук    |      | Разыгрывающий защитник                     | 1988         | Оклахома-Сити Тандер (2008—2019) Хьюстон Рокетс (2019—2020) Вашингтон Уизардс (2020—) | 23,49           | —         |           |
| 21    | Дуэйн Уэйд          |      | Атакующий защитник/ Разыгрывающий защитник | 1982         | Майами Хит (2003—2016) (2018—2019) Чикаго Буллз (2016—2017) Кливленд Кавальерс (2017—2018) | 23,48           | —         |           |
| 22    | Оскар Робертсон     |      | Разыгрывающий защитник                     | 1938         | Цинциннати Роялз (1960—1970) Милуоки Бакс (1970—1974) | 23,17           | 1980      |           |
| 23    | Кавай Леонард       |      | Лёгкий форвард                             | 1991         | Сан-Антонио Спёрс (2011—2018) Торонто Рэпторс (2018—2019) Лос-Анджелес Клипперс (2019—) | 23,08           | —         |           |
| 24    | Яннис Адетокунбо    |      | Тяжелый форвард                            | 1994         | Милуоки Бакс (2013—) | 23,02           | —         |           |
| 25    | Яо Мин              |      | Центровой                                  | 1980         | Хьюстон Рокетс (2002—2011) | 23,02           | 2016      |           |
| 26    | Коби Брайант        |      | Атакующий защитник                         | 1978 — 2020  | Лос-Анджелес Лейкерс (1996—2016) | 22,90           | 2020      |           |
| 27    | Джерри Уэст         |      | Разыгрывающий защитник/ Атакующий защитник | 1938         | Лос-Анджелес Лейкерс (1960—1974) | 22,89           | 1980      |           |
| 28    | Элджин Бэйлор       |      | Легкий форвард                             | 1934         | Миннеаполис/ Лос-Анджелес Лейкерс (1958—1971) | 22,69           | 1977      |           |
| 29    | Кевин Гарнетт       |      | Тяжелый форвард/ Центровой                 | 1976         | Миннесота Тимбервулвз (1995—2007, 2015—2016) Бостон Селтикс (2007—2013) Бруклин Нетс (2013—2015) | 22,66           | 2020      |           |
| 30    | Дирк Новицки        |      | Тяжелый форвард                            | 1978         | Даллас Маверикс (1999—2019) | 22,44           | —         |           |
| 31    | Демаркус Казинс     |      | Тяжелый форвард/ Центровой                 | 1990         | Сакраменто Кингз (2010—2017) Нью-Орлеан Пеликанс (2017—2018) Голден Стэйт Уорриорз (2018—2019) Хьюстон Рокетс (2020—) | 22,40           | —         |           |
| 32    | Мозес Мэлоун        |      | Центровой                                  | 1955 — 2015  | Баффало Брейвз (1976) Хьюстон Рокетс (1976—1982) Филадельфия Севенти Сиксерс (1982—1986, 1993—1994) Вашингтон Буллетс (1986—1988) Атланта Хокс (1988—1991) Милуоки Бакс (1991—1993) Сан-Антонио Спёрс (1994—1995)        | 22,31           | 2001      |           |
| 33    | Кайри Ирвинг        |      | Разыгрывающий защитник                     | 1992         | Кливленд Кавальерс (2011—2017) Бостон Селтикс (2017—2019) Бруклин Нетс (2019—) | 22,24           | —         |           |
| 34    | Трэйси Макгрэди     |      | Атакующий защитник/ Легкий форвард         | 1979         | Торонто Рэпторс (1997—2000) Орландо Мэджик (2000—2004) Хьюстон Рокетс (2004—2010) Нью-Йорк Никс (2010) Детройт Пистонс (2010—2011) Атланта Хокс (2011—2012) Сан-Антонио Спёрс (2013)                                     | 22,13           | 2017      |           |
| 35    | Андре Драммонд      |      | Центровой                                  | 1993         | Детройт Пистонс (2012—2020) Кливленд Кавальерс (2020—) | 22,07           | —         |           |
| 36    | Дамиан Лиллард      |      | Разыгрывающий защитник                     | 1990         | Портленд Трэйл Блэйзерс (2012—) | 22,01           | —         |           |
| 37    | Блэйк Гриффин       |      | Тяжелый форвард                            | 1989         | Лос-Анджелес Клипперс (2009—2018) Детройт Пистонс (2018—) | 22,00           | —         |           |
| 38    | Дольф Шейес         |      | Тяжелый форвард/ Центровой                 | 1928 — 2015  | Сиракьюс Нэшнлз/ Филадельфия Севенти Сиксерс (1949—1964) | 21,98           | 1973      |           |
| 39    | Джулиус Ирвинг      |      | Легкий форвард                             | 1950         | Филадельфия Севенти Сиксерс (1976—1987) | 21,97           | 1993      |           |
| 40    | Джон Стоктон        |      | Разыгрывающий защитник                     | 1962         | Юта Джаз (1984—2003) | 21,83           | 2009      |           |
| 41    | Амаре Стадемайр     |      | Тяжелый форвард/ Центровой                 | 1982         | Финикс Санз (2002—2010) Нью-Йорк Никс (2010—2015) Даллас Маверикс (2015) Майами Хит (2015—2016) | 21,82           | —         |           |
| 42    | Джордж Гервин       |      | Атакующий защитник/ Легкий форвард         | 1952         | Сан-Антонио Спёрс (1976—1985) Чикаго Буллз (1985—1986) | 21,74           | 1996      |           |
| 43    | Боб Ленье           |      | Центровой                                  | 1948         | Детройт Пистонс (1970—1979) Милуоки Бакс (1980—1984) | 21,69           | 1992      |           |
| 44    | Доминик Уилкинс     |      | Легкий форвард                             | 1960         | Атланта Хокс (1982—1994) Лос-Анджелес Клипперс (1994) Бостон Селтикс (1994—1995) Сан-Антонио Спёрс (1996—1997) Орландо Мэджик (1999)                                                                                     | 21,56           | 2006      |           |
| 45    | Кевин Лав           |      | Тяжелый форвард/ Центровой                 | 1988         | Миннесота Тимбервулвз (2008—2014) Кливленд Кавальерс (2014—) | 21,55           | —         |           |
| 46    | Клайд Лавлетт       |      | Тяжелый форвард/ Центровой                 | 1929 — 2016  | Миннеаполис Лейкерс (1953—1957) Цинциннати Роялз (1957—1958) Сент-Луис Хокс (1958—1962) Бостон Селтикс (1962—1964) | 21,55           | 1988      |           |
| 47    | Эдриан Дэнтли       |      | Легкий форвард                             | 1956         | Баффало Брейвз (1976—1977) Индиана Пэйсерс (1977) Лос-Анджелес Лейкерс (1977—1979) Юта Джаз (1979—1986) Детройт Пистонс (1986—1989) Даллас Маверикс (1989—1990) Милуоки Бакс (1991)                                      | 21,51           | 2008      |           |
| 48    | Дуайт Ховард        |      | Центровой                                  | 1985         | Орландо Мэджик (2004—2012) Лос-Анджелес Лейкерс (2012—2013, 2019—2020) Хьюстон Рокетс (2013—2016) Атланта Хокс (2016—2017) Шарлотт Хорнетс (2017—2018) Вашингтон Уизардс (2018—2019) Филадельфия Севенти Сиксерс (2020—) | 21,48           | —         |           |
| 49    | Гарри Галлатин      |      | Легкий форвард                             | 1927 — 2016  | Нью-Йорк Никс (1949—1957) Детройт Пистонс (1957—1958) | 21,48           | 1991      |           |
| 50    | Пау Газоль          |      | Тяжелый форвард/ Центровой                 | 1980         | Мемфис Гриззлис (2001—2008) Лос-Анджелес Лейкерс (2008—2014) Чикаго Буллз (2014—2016) Сан-Антонио Спёрс (2016—2019) Милуоки Бакс (2019)                                                                                  | 21,37           | —         |           |

## Формулы и вычисление
Вычисление PER начинается с вычисления так называемого "ненастроенного PER" (uPER). Формула следующая:
{\displaystyle uPER={\frac {1}{min}}\times \left(3P+\left[{\frac {2}{3}}\times AST\right]+\left[\left(2-factor\times {\frac {tmAST}{tmFG}}\right)\times FG\right]+\left[0.5\times FT\times \left(2-{\frac {1}{3}}\times {\frac {tmAST}{tmFG}}\right)\right]-\left[VOP\times TO\right]-\left[VOP\times DRBP\times \left(FGA-FG\right)\right]-\left[VOP\times 0.44\times \left(0.44+\left(0.56\times DRBP\right)\right)\times \left(FTA-FT\right)\right]+\left[VOP\times \left(1-DRBP\right)\times \left(TRB-ORB\right)\right]+\left[VOP\times DRBP\times ORB\right]+\left[VOP\times STL\right]+\left[VOP\times DRBP\times BLK\right]-\left[PF\times \left({\frac {lgFT}{lgPF}}-0.44\times {\frac {lgFTA}{lgPF}}\times VOP\right)\right]\right)}
После перемножения и преобразования формула выглядит следующим образом:
{\displaystyle uPER={\frac {1}{min}}\times \left(3P-{\frac {PF\times lgFT}{lgPF}}+\left[{\frac {FT}{2}}\times \left(2-{\frac {tmAST}{3\times tmFG}}\right)\right]+\left[FG\times \left(2-{\frac {factor\times tmAST}{tmFG}}\right)\right]+{\frac {2\times AST}{3}}+VOP\times \left[DRBP\times \left(2\times ORB+BLK-0.2464\times \left[FTA-FT\right]-\left[FGA-FG\right]-TRB\right)+{\frac {0.44\times lgFTA\times PF}{lgPF}}-\left(TO+ORB\right)+STL+TRB-0.1936\left(FTA-FT\right)\right]\right)}
где
- {\displaystyle \ factor={\frac {2}{3}}-\left[\left(0.5\times {\frac {lgAST}{lgFG}}\right)\div \left(2\times {\frac {lgFG}{lgFT}}\right)\right]},
- {\displaystyle \ VOP={\frac {lgPTS}{lgFGA-lgORB+lgTO+0.44\times lgFTA}}},
- {\displaystyle \ DRBP={\frac {lgTRB-lgORB}{lgTRB}}}.

Расшифровка
- tm - коэффициент превосходства игрока над своей командой;
- lg - коэффициент превосходства игрока над лигой в целом;
- min - количество сыгранных минут;
- 3P - количество результативных 3-очковых бросков;
- FG - количество результативных бросков с игры;
- FT - количество результативных штрафных бросков;
- VOP - значение владения (в данном случае в сравнении с лигой в целом);
- RB - количество подборов: ORB - в атаке, DRB - в защите, TRB - всего, RBP - соотношение подборов в атаке и защите.

Остальные сокращения - стандартные сокращения статистики НБА:
- AST - количество передач;
- TO - количество потерь;
- FTA - количество штрафных бросков;
- STL - количество перехватов;
- BLK - количество блок-шотов;
- PF - количество персональных фолов;
- PTS - количество набранных очков.

После того, как вычислен uPER, он должен быть скорректирован с учётом темпа команды и лиги в целом:
{\displaystyle \ PER=\left(uPER\times {\frac {lgPace}{tmPace}}\right)\times {\frac {15}{lguPER}}}
Этот последний шаг необходим для того, чтобы убрать преимущества игроков тех команд, которые играют в быстром темпе (в итоге имеют большее владение и больше возможностей для эффективных действий в атаке). По сути эта корректировка уравнивает команды с атакующей и с защитной моделью баскетбола. Кроме того, данная корректировка позволяет установить средний PER на уровне 15 из года в год, что позволяет сравнивать показатели разных сезонов.
Также необходимо обратить внимание на невозможность расчёта PER (по крайней мере обычным способом) для сезонов до 1978 года, поскольку среди всех статистических данных не учитывались потери.
Появление в сезоне 1979-1980 трёхочковой зоны также вносит некие корректировки.